# Prims
Die Prims ist ein fast 64½ Kilometer langer, nordnordöstlicher und rechter Nebenfluss der Saar in Rheinland-Pfalz und im Saarland.

## Name
Der Dillinger Pfarrer und Heimatkundler Philipp Schmitt erwähnt die um das Jahr 1850 geläufigen Namen Brims, Brems, Prims. Prinz wurde das Fließgewässer oberhalb von Hüttersdorf ausgesprochen. Eine lateinische Urkunde Karls des Großen von 802 erwähnt den Namen Premantia. Der Flussname Premantia oder Bhrimantia (von „wallen“/„summen“) dürfte der keltischen Epoche entstammen.
Im Jahr 1484 heißt der Fluss Brims, 1520 Primpß, 1606 Brembs, 1633 Brimbs. Seit 1600 wird die Prims auf Französisch Brême genannt. Der Zirkumflex erinnert dabei an ein eigentlich vorhandenes, in der französischen Aussprache aber ausgefallenes s. In einer amtlichen Beschreibung des Jahres 1849 wird der Fluss als flößbar beschrieben und seine Länge mit 13,5 Stunden angegeben. Brücken gab es damals in Krettnich, Bettingen und Dillingen.

## Geographie

### Verlauf
Die Prims entspringt auf der Gemarkung von Malborn im Hunsrück, einer Gemeinde in Rheinland-Pfalz, als Kleine und (Große) Prims. Zwischen den Höhenzügen von Ruppelstein (755 m ü. NHN) und „Steinkopf“ (683 m ü. NHN) liegen die Quellen auf einer Höhe von 645 m ü. NHN (Kleine Prims) bzw. 636 m ü. NHN (Große Prims). Die Prims passiert den Ortsteil Thiergarten (Malborn) und bildet dann die Gemarkungsgrenzen von Hermeskeil mit Damflos und Züsch. Sie wird dann zusammen mit dem Allbach, der von Züsch und Neuhütten kommt, bei Nonnweiler im Saarland zur Primstalsperre aufgestaut.

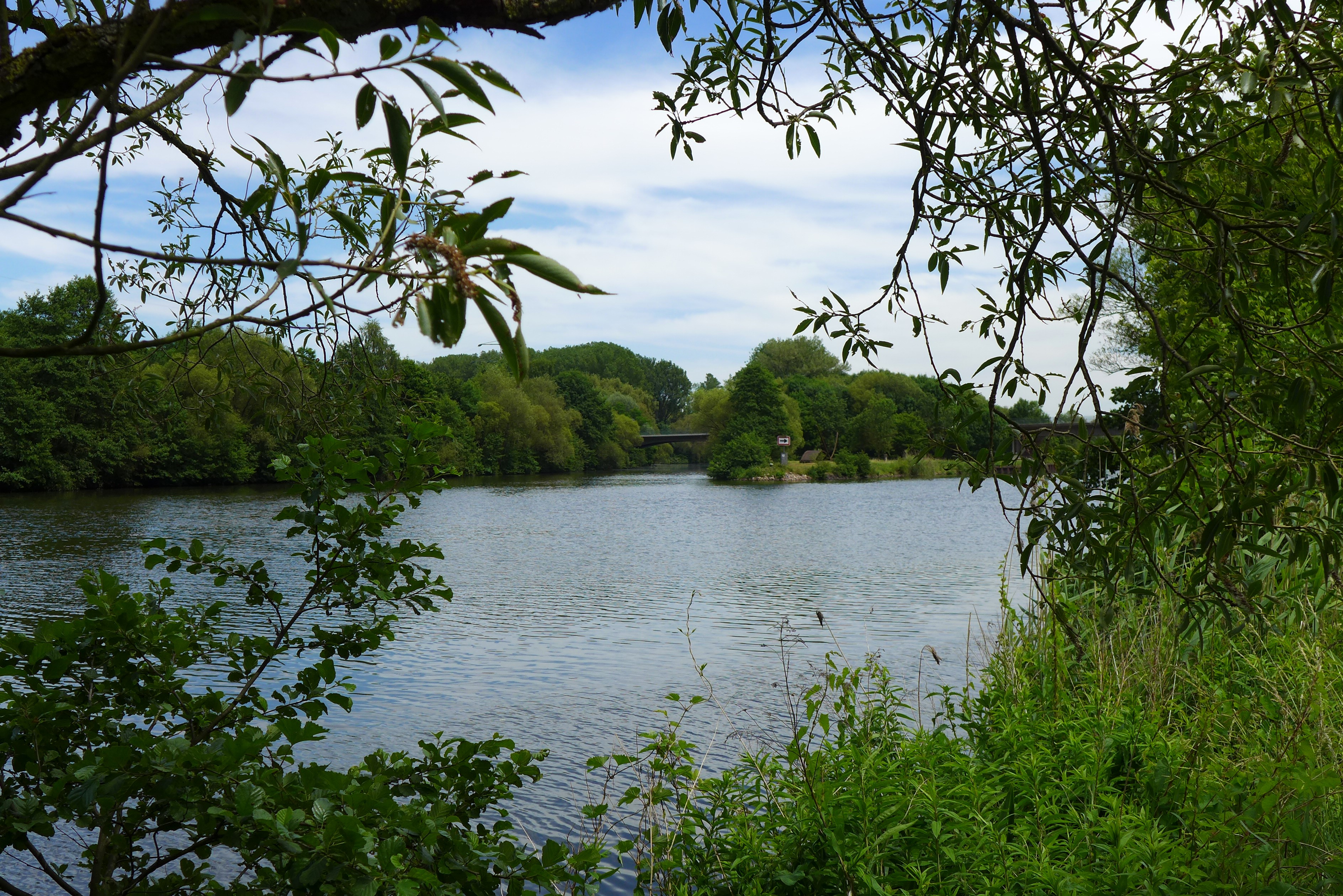
Mündung der Prims (links) in die Saar (rechts)

In ihrem weiteren Verlauf trifft die Prims nach der Unterquerung des Nonnweiler-Viaduktes und der Primstalbrücke auf die Orte Kastel und Primstal, fließt durch die Stadt Wadern, wo der Wadrill-Bach mündet, bzw. deren Stadtteile Krettnich und Lockweiler, dann vorbei an Dagstuhl, Bardenbach und durch Büschfeld, Schmelz, Knorscheid, Nalbach, Saarwellingen und Dillingen. Bei Dillingen fließt die Prims nach 91 Kilometern auf dem Gelände der Dillinger Hütte in die Saar. Die Geländehöhe bei der Mündung beträgt 177 m ü. NHN. Der höchste Punkt im Einzugsgebiet ist der Sandkopf. Er liegt mit 757 m ü. NHN auf der Gemarkung von Neuhütten zwischen den Orten Züsch und Börfink.

### Einzugsgebiet
Die Gesamtgröße des Einzugsgebietes beträgt 737 km².
Bezüglich der Landnutzung kann das Einzugsgebiet in zwei Teile gegliedert werden. Im nördlichen Teil überwiegt der Waldanteil. Im südlichen Teil findet man die für das überwiegend ländlich geprägte Zentralsaarland typische Kulturlandschaft – eine Mischung aus intensiv landwirtschaftlich genutzten Flächen, Wäldern, Streuobstwiesen und Weideland. Der Waldanteil im Einzugsgebiet beträgt 47 % (Bundesdurchschnitt 29,7 %). Der Anteil an Nadelwald liegt bei 19 %, der des Laubwalds entsprechend bei 28 %. Grünlandnutzung findet typischerweise in der Aue statt und ist mit 17 % vertreten. Rund 10 % der Fläche nehmen Daueranbau (Streuobstwiesen) in Anspruch. Etwa 12 % werden von Ackerflächen eingenommen. In der Summe sind so etwa 39 % der Fläche landwirtschaftlich genutzt. Insgesamt sind 13 % Siedlungsfläche (Bundesdurchschnitt: 12,2 %).
Größere Siedlungen sind Dillingen/Saar, Losheim am See und Weiskirchen. Der Siedlungsschwerpunkt liegt im südlichen Bereich des Einzugsgebiets.

### Zuflüsse
Folgende Flüsse und Bäche fließen der Prims der Reihe nach zu:
- Kleine Prims (rechts; 1,4 km)
- Damflöschen (links; 1,2 km)
- Allbach (Altbach) (links; 8,409 km; 17,76 km² EZG)
- Forstelbach (rechts; ca. 4,5 km)
- Münzbach (links)
- Kasteler Steinbach (links)
- Imsbach (links)
- Wiesbach (links)
- Löster (rechts; 26,561 km, davon 15,803 im SL; 62,7 km² EZG, davon 32,91 im SL)[12]

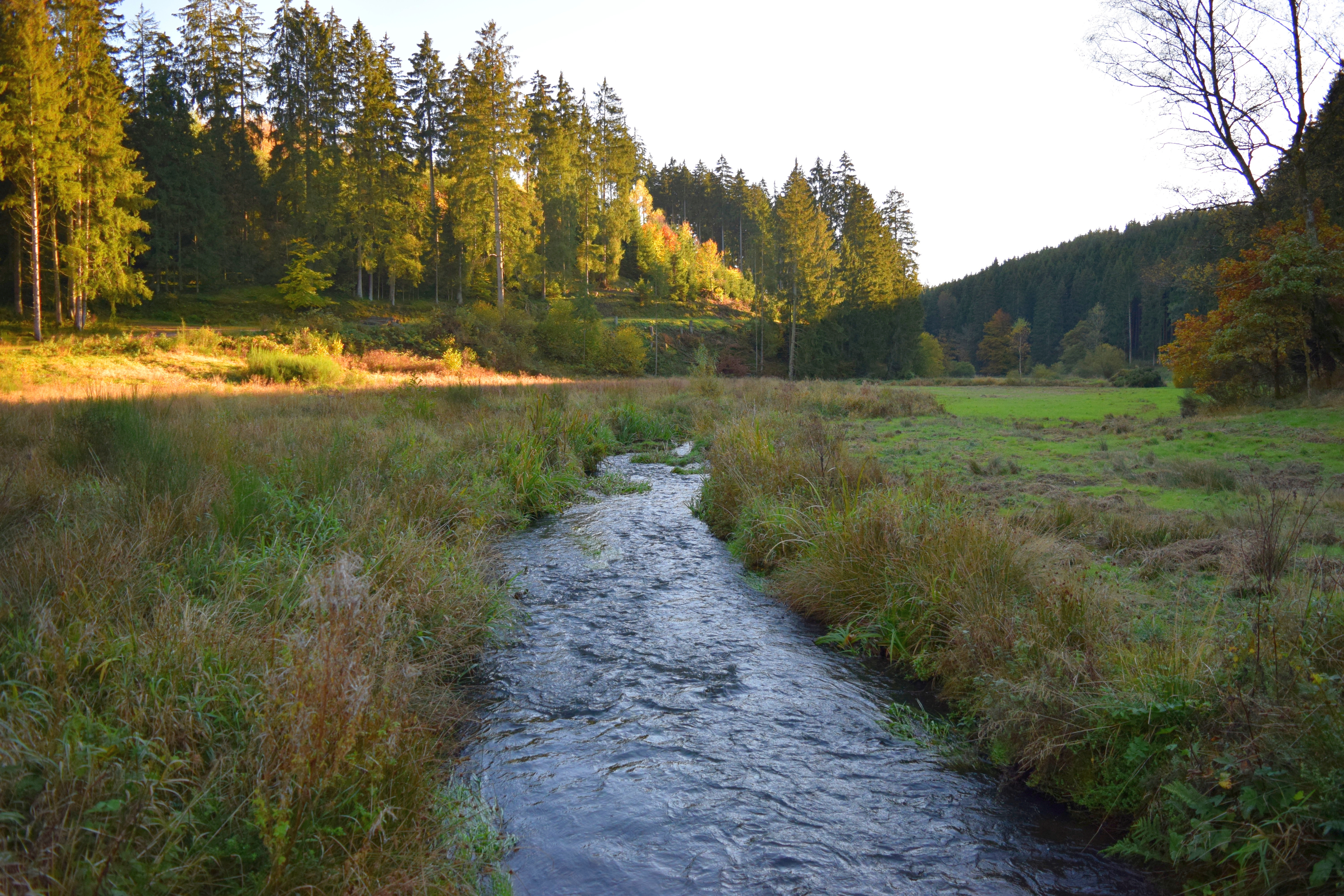
Die Wadrill

- Wadrill (rechts; 27,134 km, davon 13,994 im SL; 72,9 km² EZG, davon 31,37 im SL)[13]
- Wahnbach (rechts; 17,192 km, davon 15,383 im SL; 17,861 km² EZG, davon 17,05 im SL)
- Losheimer Bach (rechts; 20,66 km; 110,9 km² EZG, davon 102,81 im SL)[14]

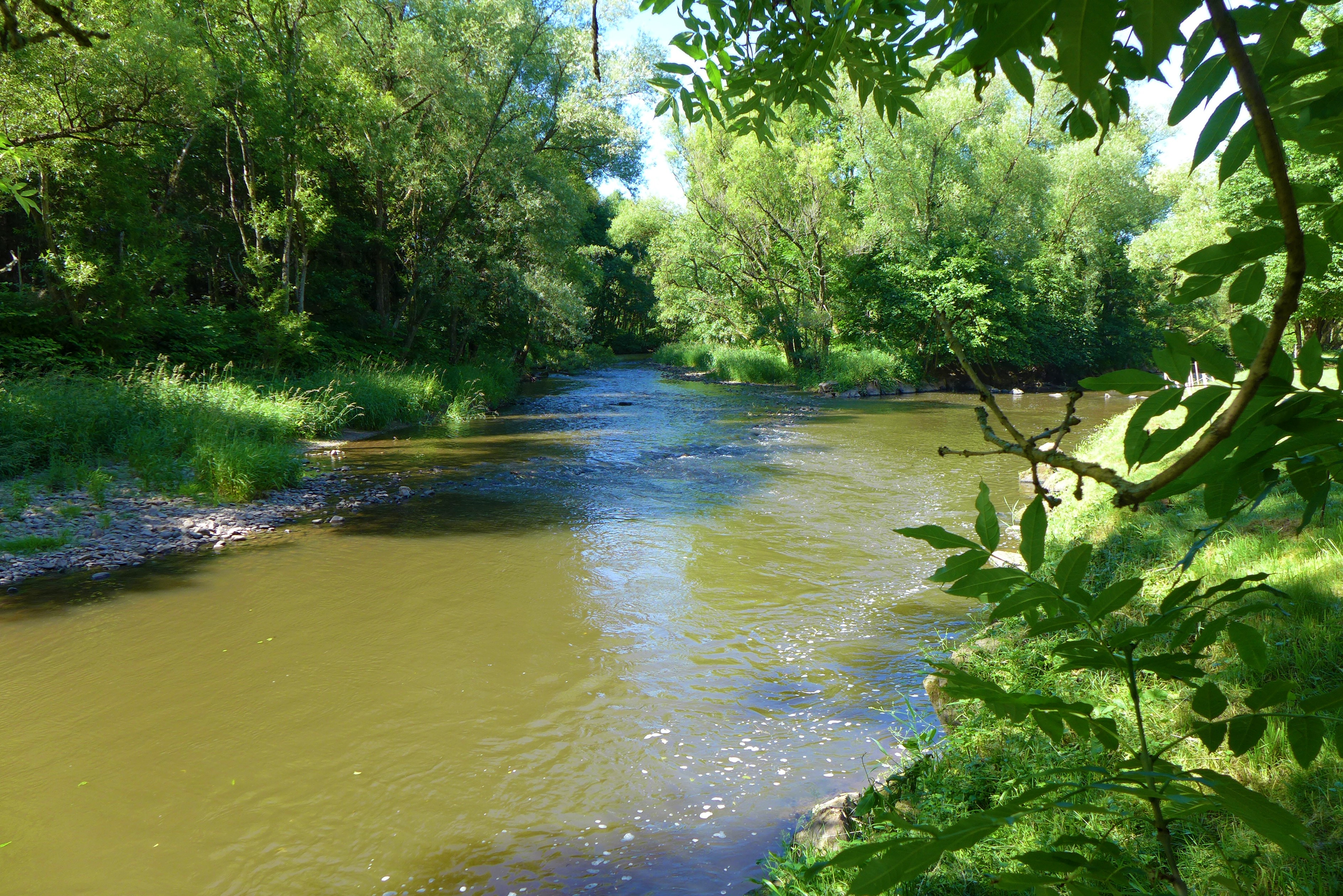
Mündung der Theel

- Sollbach (links)
- Limbach (links)
- Michelbacher Mühlenbach (rechts)
- Hausbach (rechts)
- Soldbach (links)
- Goldbach (links)
- Birrbach (links)
- Blaubach (links)
- Todenbach (links)

- Hüttersdorfer Hombach (rechts)
- Hüttersdorfer Mühlenbach (rechts)
- Theel (links; 25,356 km;[15] 218,62 km² EZG)
- Piesbacher Aschbach (rechts)
- Herrnbach (links)
- Piesbach (rechts)
- Etzelbach (rechts)
- Rondelbach (rechts)

## Hydrologie
In der Niederschlagsverteilung spiegelt sich deutlich das Relief wider. Während in den höheren Bereichen des Hunsrücks bis zu 1227 mm Niederschlag gemessen werden, weisen die Niederschläge im tieferen Bereich mit 844 mm die niedrigsten Werte auf. Damit steigt die Niederschlagssumme von Südwesten nach Nordosten an. Der mittlere Niederschlag liegt bei 1027 mm. Zu allen Jahreszeiten fällt ausreichend Niederschlag.
Die jahreszeitliche Verteilung der Niederschläge zeigt ein Maximum im Winter (November, Dezember) und ein Minimum im April.
Im Einzugsgebiet der Prims sind 16 Gewässerpegel eingerichtet, die die Wasserstände der Gewässer permanent registrieren.
| Pegel           | Gewässer       | Einzugsgebiet [km²] | HHQ [m³/s] | MQ [m³/s] |
| --------------- | -------------- | ------------------- | ---------- | --------- |
| Dagstuhl        | Löster         | 61,80               | 31,40      | 1,260     |
| Eppelborn       | Ill            | 120,00              | 71,40      | 1,650     |
| Lebach          | Theel          | 207,00              | 141,00     | 2,940     |
| Losheim 1       | Losheimer Bach | 12,50               | 8,28       | 0,207     |
| Losheim 3       | Losheimer Bach | 15,00               | 3,63       | 0,182     |
| Michelbach      | Prims          | 441,00              | 196,00     | 7,680     |
| Nalbach         | Prims          | 712,00              | 259,00     | 10,80     |
| Niederlosheim   | Hölzbach       | 13,60               | 8,90       | 0,294     |
| Nonnweiler 1    | Prims          | 18,50               | 9,40       | 0,345     |
| Nonnweiler 2    | Altbach        | 16,20               | 18,00      | 0,336     |
| Nonnweiler 4    | Prims          | 48,40               | 27,00      | 1,030     |
| Nunkirchen      | Losheimer Bach | 104,00              | 68,00      | 1,660     |
| Rappweiler      | Hölzbach       | 8,95                | 5,48       | 0,193     |
| Schieferstollen | Wadrill        | 44,20               | 36,40      | 0,907     |
| Weiskirchen     | Holzbach       | 4,20                | –          | –         |
| Wadern          | Wadrill        | 71,30               | 60,40      | 1,310     |

*) Pegel im Einzugsgebiet der Prims mit Hauptwerten. Stand: Dezember 2005.

## Geologie

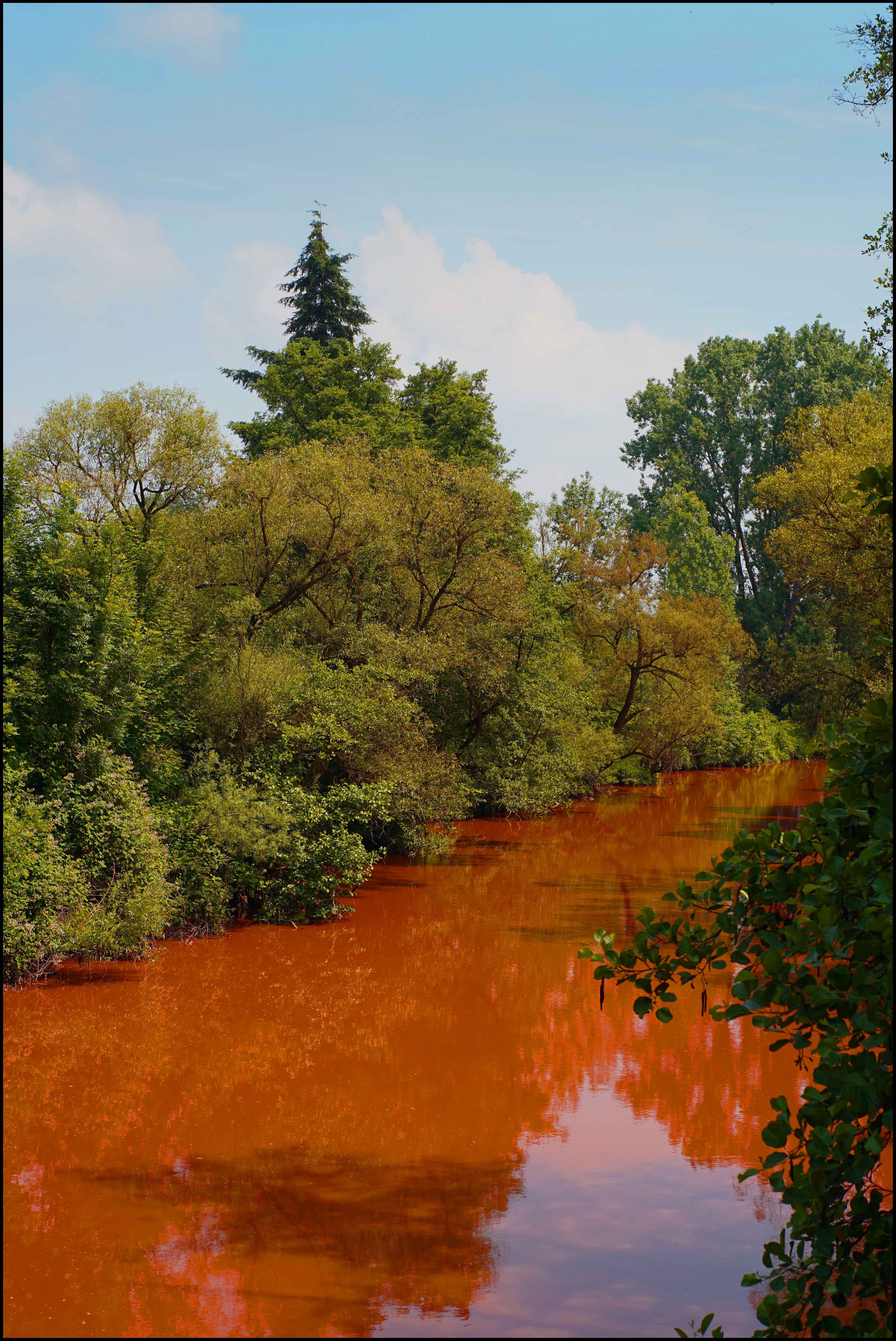
Die Prims bei Diefflen durch Buntsandstein-Erosion nach heftigen Regenfällen rot gefärbt, 9. Juni 2018

Im nördlichen Teil des Einzugsgebietes an den Oberläufen der Löster, der Wadrill und der Prims zählen die oberen Siegen-Stufen des Devon zu den ausgeprägt vorkommenden geologischen Formationen. Unter anderem finden sich hier auch Hunsrückschiefer, welche zwischen den Quarzitriegeln weite Ausraumzonen bilden. Gedinne und untere Siegen-Stufe bilden in den nördlichen Oberläufen von Löster, Wadrill und Prims das Ausgangsgestein und setzen sich im Wesentlichen aus Quarziten und Schiefern zusammen. Das Rotliegend findet im Einzugsgebiet starke Verbreitung – das Oberrotliegend im nördlichen Bereich und das Unterrotliegend im Prims-Blies-Hügelland, also im östlichen Teil. Ausgenommen hiervon sind die Einzugsgebiete von Ill und Wiesbach. Sie gehören zum Saarbrücker Sattel (Karbon).
Das Vorkommen von Vulkaniten beschränkt sich auf intermediäre Vulkanite und Intrusionen. Vereinzelt kommen solche im nordöstlichen Teileinzugsgebiet, in der Prims-Nahe Mulde und vor allem im mittleren Teileinzugsgebiet bei Limbach vor. Die sauren Rhyolithe, die im Einzugsgebiet vorkommen, sind flächenmäßig vernachlässigbar. Buntsandstein und Muschelkalk existieren nur in kleinen Anteilen am Rand der Merziger Muschelkalkplatte. Der Keuper wurde komplett abgetragen.

## Natur und Umwelt

### Umweltschutz
Lebendige Prims ist ein Projekt zur Verbesserung der Wasserqualität des Flusses. Das Projekt dient als Modell für die Umsetzung der Europäischen Wasserrahmenrichtlinie. Die erste Projektphase besteht in einer Bestandsaufnahme, die bereits abgeschlossen ist, die zweite aus der Festlegung und Umsetzung von geeigneten Maßnahmen. Dabei ist die Beteiligung der Öffentlichkeit (interessierte Bürger, Vertreter von Fischerei, Landwirtschaft, Wasserversorgungsunternehmen, Abwasserbeseitigern, Naturschutz und betroffene Gemeinden) vorgesehen. Das Modellprojekt wird vom Umweltministerium, dem Lehrstuhl für Physikalische Geographie der Universität des Saarlandes und dem BUND Saar entwickelt und umgesetzt. Die dabei gewonnenen Erfahrungen sind Grundlage zur Entwicklung von Leitlinien zur landesweiten Umsetzung der Wasserrahmenrichtlinie.

### Biosphäre

#### Flora
An ihren Ufern hat sich das bis zu 2,5 m hohe Springkraut verbreitet, das ursprünglich aus Indien stammt.

#### Fauna
An einigen Stellen der Prims, u. a. Wadern, Nalbach, Diefflen, leben in den Primsauen u. a. Biber, Eisvogel und Wasseramsel.
Fischarten, die in der Prims häufig vorkommen, sind:
Elritze, Groppe (Mühlkoppe), Bachforelle, Schmerle, Gründling, Barbe, Hasel, Döbel (Aitel)

## Verkehr
Am Oberlauf der Prims verlief die Primstalbahn (Wemmetsweiler–Nonnweiler).

## Namensgeber
Nach dem Fluss benannt ist der Fußballplatz in Körprich, der, direkt am Primsufer gelegen, unter dem Namen Primstalstadion dem Fußballverein SV Borussia Körprich als Hauptspielort dient. Auch die Mehrzweckhalle in Schmelz liegt in unmittelbarer Nähe des Primsufers und trägt daher den Namen Primshalle.